# Xorides investigator
Xorides investigator är en stekelart som först beskrevs av Smith 1874.  Xorides investigator ingår i släktet Xorides och familjen brokparasitsteklar. Inga underarter finns listade i Catalogue of Life.